# 21415 Nicobrenner
A 21415 Nicobrenner (ideiglenes jelöléssel 1998 FM70) a Naprendszer kisbolygóövében található aszteroida. A LINEAR projekt keretében fedezték fel 1998. március 20-án.